# UC Browser
UC Browser là một trình duyệt di động của Alibaba được phát triển bởi UCWeb (trước đây là UC Mobile). Được chính thức ra mắt vào năm 2004 như một ứng dụng Java, công ty đã có nhiều chuyển biến đáng kể trong những năm qua. Vào năm 2010, UC Browser giới thiệu ứng dụng iOS đầu tiên trong App Store của Apple. Hiện giờ ứng dụng đã có phiên bản Android, iOS, Windows Phone, Symbian, Java và Blackberry.
Trình duyệt này được cho là hoạt động hiệu quả và nhanh hơn các sản phẩm khác cùng loại nhờ công nghệ điện toán đám mây, được áp dụng thông minh trên các nền tảng khác nhau, hỗ trợ tải cùng lúc nhiều file. Thêm vào đó, Trình duyệt hỗ trợ HTML5, Ứng dụng duyệt web, đồng bộ đám mây và tùy chỉnh cá nhân. Ngoài ra UCbrowser có các Add-on của Mozilla trên platform mở UC+ 
Thời gian gần đây UC Web đã cập nhật những phiên bản mới cho UCBrowser, tuy nhiên nó đã gây rất nhiều phiền toái cho người dùng vì quảng cáo quá nhiều những nội dung đồi trụy ngay cả khi đã bật tính năng chặn quảng cáo.
Với lượng người dùng khổng lồ ở Trung Quốc, lượng tiếp thu mạnh mẽ ở Ấn Độ và tiếp tục tăng trưởng trong thị trường khu vực đang phát triển, UC Browser đạt trên 400 triệu người dùng toàn cầu vào cuối năm 2012.

## Chiến lược địa phương hóa
Công ty tuyên bố chiến lược "phát triển toàn cầu" vào năm 2012. Thông qua việc phát hành các phiên bản tiếng Tiếng Anh, Tiếng Nga, Tiếng Indonesia, Tiếng Việt v.v..., công ty hy vọng trình duyệt có thể mở rộng số lượng người dùng ở nhiều khu vực. Thêm vào đó, công ty đang tận dụng cụm máy chủ riêng của mình để cho phép trình duyệt cung cấp những nội dung phù hợp cho người dùng trên toàn thế giới. Bên cạnh những vấn đề kỹ thuật, các công ty còn nhờ cố vấn từ các nhà thiết kế và chuyên gia bản địa để truyền tải văn hóa và gu thẩm mỹ của địa phương vào sản phẩm, theo lời Giám đốc điều hành Yongfu Yu. Logo của UC Browser được thiết kế lại vào tháng 12 năm 2012, từ một hình tượng hoạt hình của một sóc dễ thương đến một hình ảnh trừu tượng và cách điệu hơn, gần hơn với phong cách Mỹ.
Hiện tại ở thị trường Việt Nam đã có phiên bản Tiếng Việt trên nền tảng Android và xuất bản chính thức tại Google Play Store
Và đã có phiên bản Tiếng Việt trên mọi nền tảng, Android, iOS, Windows Phone... chính thức tại Ucweb.com Lưu trữ ngày 25 tháng 10 năm 2014 tại Wayback Machine

## Hệ thống hợp tác
UCWeb thay đổi trình duyệt của mình cho phù hợp với khách hàng Ấn Độ của Vodafone indiaVodafone vào tháng 5 năm 2013.
Vào tháng 5 năm 2013, UCWeb công bố hợp tác với các chuyên gia an ninh quốc tế từ Trend Micro. Trong thỏa thuận này, cả hai công ty sẽ làm việc để cung cấp một hệ thống đánh giá an toàn cho mạng điện thoại di động trong trình duyệt. Rà soát của hệ thống điện toán đám mây cung cấp một mạng lưới an toàn toàn diện cho người dùng và các ứng dụng Android tải về thông qua trình duyệt UC.
Tháng 8 năm 2013, UC Browser cung cấp hệ thống phân phối cho các công ty như AppURL Initiative.
Vào tháng 8 năm 2013, một số công ty về game và ứng dụng như Gameloft đã nhượng quyền cho UCweb để công ty này kinh doanh nội dung trên thị trường Trung Quốc.

## Công nhận

### Giải thưởng
- Giải thưởng do người đọc bình chọn của trang About.com cho ứng dụng di động tốt nhất[17]
- Giải thưởng trình duyệt di động Android tốt nhất do người đọc bình chọn từ About.com [18]
- Giải thưởng Red Herring 2012 cho top 100 ứng dụng hay nhất [19]

### Thị trường
UC Browser tuyên bố đã có hơn 400 triệu người dùng vào cuối năm 2012, xuất phát từ lượng người dùng lớn ở Trung Quốc (34.83% đến tháng 7 năm 2013, theo như số liệu từ StatCounter)và thị trường mới nổi Ấn Độ. Trong tháng 10 năm 2012, UC Browser lần đầu tiên vượt qua Opera để đứng đầu danh mục ứng dụng Android miễn phí của Google Play ở Ấn Độ. Theo trang web của công ty phân tích StatCounter, UC Browser vượt qua Opera trên thị trường Ấn Độ với 29,9% thị phần so với 28,5% của Opera. 

## Tranh cãi

### Bị cấm tại Ấn Độ
Vào ngày 26 tháng 6 năm 2020, Chính phủ Ấn Độ đã cấm UC Browser cùng với 58 ứng dụng khác của Trung Quốc như TikTok và WeChat với lý do là đe dọa đối với chủ quyền và toàn vẹn của đất nước.
Nhiều chuyên gia tin rằng động thái này là sự trả đũa đối với các cuộc Giao tranh Trung Quốc–Ấn Độ 2020.